# Радовка (Казахстан)
Ра́довка (каз. Радов) — село у складі Аккольського району Акмолинської області Казахстану. Входить до складу Аккольської міської адміністрації.
Населення — 88 осіб (2021; 146 у 2009, 160 у 1999).